# Barasa costalis
Barasa costalis är en fjärilsart som beskrevs av George Francis Hampson 1895. Barasa costalis ingår i släktet Barasa och familjen trågspinnare. Inga underarter finns listade i Catalogue of Life.